# Gerechtelijk arrondissement Oost-Vlaanderen
Het gerechtelijk arrondissement Oost-Vlaanderen is een van de twee gerechtelijk arrondissementen in het gerechtelijk gebied Gent. Het valt samen met de grenzen van de provincie Oost-Vlaanderen. Het gerechtelijk arrondissement heeft drie afdelingen (Gent, Dendermonde en Oudenaarde), 21 gerechtelijk kantons en 60 gemeenten. De gerechtelijke kantons zijn Aalst 1 & 2, Beveren, Deinze, Dendermonde, Eeklo, Gent 1-5, Geraardsbergen, Hamme, Herzele,  Lokeren, Merelbeke, Ninove, Oudenaarde, Sint-Niklaas, Wetteren en Zelzate.
Het gerechtelijk arrondissement ontstond op 1 april 2014 als gevolg van de gewijzigde gerechtelijke indeling van België en omvat de voormalige gerechtelijke arrondissementen Gent, Dendermonde en Oudenaarde.
Het arrondissement is zetel van een van de 12 rechtbanken van eerste aanleg van België. Ook deze rechtbank heeft drie afdelingen, in Gent, Dendermonde en Oudenaarde.